# Baschet la Jocurile Olimpice de vară din 1960
Probele sportive de baschet la Jocurile Olimpice de vară din 1960 s-au desfășurat în perioada 26 august - 10 septembrie 1960, la Roma în Italia. Au fost 16 echipe masculine, din tot atâtea țări. Au avut loc în total 59 de meciuri. Podiumul a fost ocupat de către Statele Unite ale Americii, Uniunea Sovietică, respectiv Brazilia.

## Podium
| Categorie | Aur | Argint | Bronz |
| Masculin  | Statele Unite ale Americii Jay Hoyland Arnette Walter Jones Bellamy, Jr. Robert Lewis Boozer Terence Gilbert Dischinger Burdette Haldorson Darrall Tucker Imhoff Allen Earl Kelley Lester E. Lane Jerry Ray Lucas Oscar Palmer Robertson Adrian Howard Smith Jerome Alan West | Uniunea Sovietică Yuri Korneev Janis Krumins Guram Minashvili Valdis Muiznieks Tsezar Ozer Aleksandr Petrov Mikhail Semyonov Vladimir Ugrekhelidze Maigonis Valdmanis Albert Valtin Gennadi Volnov Viktor Zubkov | Brazilia Edson Bispo dos Santos Moyses Blas Waldemar Blatkauskas Algodão Carmo De Souza Carlos Domingos Massoni Waldyr Geraldo Boccardo Wlamir Marques Amaury Antônio Pasos Fernando Pereira De Freitas Antonio Salvador Sucar Eduardo Schall Jatyr |

## Clasament
1. Statele Unite ale Americii
2. Uniunea Sovietică
3. Brazilia
4. Italia
5. Cehoslovacia
6. Iugoslavia
7. Polonia
8. Uruguay
9. Ungaria
10. Franța
11. Filipine
12. Mexic
13. Puerto Rico
14. Spania
15. Japonia
16. Bulgaria